# Виколи
Вѝколи (на италиански: Vicoli) е село и община в Южна Италия, провинция Пескара, регион Абруцо. Разположено е на 445 m надморска височина. Населението на общината е 399 души (към 2010 г.).